# Newman/Haas Racing (jogo eletrônico)
Newman/Haas Racing é um jogo eletrônico desenvolvido pela Studio 33 e publicado pela Psygnosis para o PlayStation e Windows em 1998.

## Jogabilidade
Newman/Haas Racing é um jogo de corrida CART com a equipe de corrida Newman/Haas Racing.

## Recepção
A Next Generation analisou a versão para PlayStation do jogo, classificando-a com duas estrelas de cinco, e afirmou que "julgando apenas como um jogo de corrida, Newman/Haas oferece o suficiente para torná-lo um dos melhores exemplos do gênero, mas considerando que Psygnosis "Os jogos da F1 ofereceram uma experiência semelhante já há algum tempo, o jogo só pode ser considerado uma decepção."

## Análises
- Official PlayStation Magazine # 7 (abril de 1998)
- Computer Gaming World # 177 (abril de 1999)
- Edge # 57